# Explorador dental

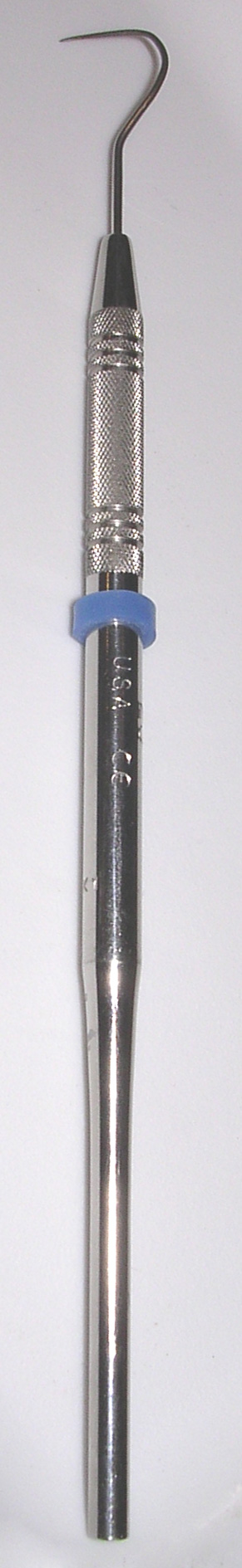
Um explorador n.º 23, também conhecido como 'sonda falciforme'

Exploradores dentais, também conhecidos como sondas falciformes, são ferramentas encontradas no arsenal odontológico e frequentemente utilizadas. O explorador foi projetado com uma ponta afiada na extremidade para melhorar a percepção tátil.
No passado, era comum os dentistas usarem o explorador para sondar os dentes em busca da presença de cáries. Alguns profissionais da odontologia questionaram essa prática no século XXI. O uso de um explorador afiado para diagnosticar cáries em locais de fossas e fissuras não é mais recomendado, e os médicos devem confiar em "olhos afiados e um explorador ou sonda romba". A penetração por um explorador afiado causa cavitação em áreas que estão remineralizando ou que poderiam ser remineralizadas. Lesões dentárias inicialmente desenvolvem uma lesão subsuperficial. Lesões precoces podem ser revertidas com autocuidado meticuloso do paciente e aplicação de flúor, desde que a fina camada superficial permaneça intacta. O uso de um explorador dentário com pressão firme para sondar áreas suspeitas pode resultar na ruptura da camada superficial que cobre as lesões iniciais. Em vez disso, eles argumentam que o flúor e a higiene oral devem ser usados para remineralizar o esmalte e evitar que ele se deteriore ainda mais. Isto continua porque às vezes a cárie pode ser difícil de diagnosticar sem verificação tátil. Além disso, radiografias e outros produtos projetados para identificar cáries (como medir a fluorescência de um laser) ajudam o dentista a fazer um diagnóstico final de cárie dentária.
Existem vários tipos de exploradores, embora o mais comum seja o explorador n.º 23, também conhecido como “gancho de pastor”. Outros tipos incluem o 3CH e os exploradores n.º 17, que são úteis para as áreas interproximais entre os dentes.